# Famille de Peytes de Montcabrier
Pour les articles homonymes, voir Montcabrier.
La famille de Peytes de Montcabrier est une famille noble française éteinte originaire du pays toulousain. Elle a pris le nom de son fief de Montcabrier, situé dans le Tarn, à la limite de la Haute-Garonne. Sa filiation est suivie depuis 1435. Elle a été maintenue dans sa noblesse à l'intendance de Languedoc le 26 mars 1666, depuis Pierre Peytes marié en 1435 à Jeanne de Montcabrier. Elle a formé plusieurs branches, dont la dernière s'est éteinte en ligne masculine en 1975. Plusieurs de ses membres se sont illustrés comme officiers supérieurs ou généraux dans les armées ou dans la marine française.

## Origines
Le nom Peytes vient du nom latin pictavinus qui signifie « Le Poitevin ».
Les Peytes sont anciens dans Toulouse, ils y étaient connus d'abord sous le nom de Pictavin, on les désigne ainsi dans les listes de capitulaires. Guillaume de Pictavin seigneur de Nailloux, fut capitoul en 1356. On les appela ensuite Peistes. Jourdain de Peiste (Pictavini) fut un des barons du bailliage de Caraman, qui en 1271, prêtèrent serment de fidélité au roi Philippe III le Hardi, quand il prit possession du comté de Toulouse.
Jourdain de Peytes reçut divers fiefs dans la seigneurie d'Avignonnet ; il est cité dans le saisimentum comitatus tholosani (texte qui sanctionne le passage du comté de Toulouse, sous l'autorité du roi de France, en 1271), parmi les gentilshommes du bailliage de Caraman qui font le serment de fidélité entre les mains des commissaires du roi. La famille est mentionnée dans les anciennes chartes, dans des titres nombreux et figure notamment dans les maintenues de 1242, 1271, 1272. Vers l'an 1350 elle se divise en trois branches.

### Filiation possible
Jules Vilain dans son ouvrage La France moderne - Haute-Garonne et Ariège, fait démarrer la filiation de la façon suivante :
- Jourdain de Peiteus, seigneur de divers fiefs dans les bailliages de Caraman et d'Avignonet, jure fidélité à Alphonse de Poitiers et à Jeanne de Toulouse, sa femme, en 1243. Il est père de Jourdain II qui suit[a 1]
  - Jourdain II de Peytes, seigneur d'Avignonet, prête le même serment de fidélité que son père en 1249, et rend hommage à Philippe III le Hardi le 9 octobre 1272. Il est père de Jourdain III qui suit[a 1]
    - Jourdain III de Peytes, seigneur d'Avignonet, a deux fils : Jourdain IV, seigneur d'Avignonet, qui continue la descendance et fait souche de la branche des seigneurs de Lompault, éteinte dans la maison de Varagnes-Gardouch ; et Pelfort qui suit[a 2].
      - Pelfort (ou Pilfort) de Peytes, seigneur de Montgaillard, s'allie dans la maison de Montgaillard, il rend hommage au roi Charles VI le 10 décembre 1389. Il a deux fils : Jourdain qui suit, et Tristan, seigneur de Montgaillard, marié avec la fille du seigneur de Saint-Paulet et fait souche de la branche de Saint-Paulet, établie à Saint-Papoul, maintenue en 1670 et éteinte en 1810[a 2].
        - Jourdain V de Peytes, baron et seigneur de Montgaillard, est père de Tristan, qui continue les seigneurs de Montgaillard et de Pierre, le premier de la filiation suivie (voir ci-après)[a 2].

## Histoire
La filiation de la famille Peytes est suivie depuis 1435.
La famille de Peytes de Montcabrier a donné aux armées de terre et de mer des officiers supérieurs, notamment deux contre-amiraux. Plusieurs membres de cette famille ont occupé de hautes charges dans les finances, l'administration et la magistrature. Ils ont donné des titulaires de l'ordre royal et militaire de Saint-Louis (dont un grand-croix de cet ordre) et de nombreux chevaliers et officiers de l'ordre de la Légion d'honneur,,.
François Henri de Peytes de Montcabrier (1766-1833), contre-amiral, a été titré comte héréditaire par lettres patentes du 2 novembre 1818, avec règlement d'armoiries,,,,.

## Filiation
6. Pierre de Peytes (de Peitesio), coseigneur de Montgaillard et de Montolieu, rend hommage pour ses différentes terres en 1447, 1470 et 1479, assiste à la « montre des gentilshommes du Languedoc », ainsi qu'il en est constaté dans le procès-verbal dressé par Pierre de Foucaud, écuyer, grand viguier de Toulouse le 15 avril 1421 ; il épouse en 1425 Jeanne de Montcabrier, fille d'Armand-Guilhem, seigneur de Montcabrier, dont il a Pierre qui suit.
7. Pierre II de Peytes, seigneur de Montcabrier, teste le 8 août 1508 ; il rend hommage au roi Louis XII en 1503 et laisse de son mariage avec demoiselle de Grammont, Jean qui suit, Antoine prêtre, Nicolas qui dénombre ses fiefs nobles en 1540 et teste le 3 septembre 1544, marié à demoiselle de Castillon dont il eut Jean qui suit.
8. Jean de Peytes, écuyer, coseigneur de Montcabrier, fait un partage avec son frère Nicolas en 1508. Il épouse Imbert Delguy alias de Tilguy, dont il a François qui suit.
9. François de Peytes, seigneur de Montcabrier, rend hommage et donne le dénombrement de ses fiefs en 1540 à Odet de Coligny, cardinal de Châtillon, archevêque de Toulouse, teste le 17 mars 1573. Il épouse Béatrix de Bonvillars qui teste, étant veuve, le 27 mars 1593. Ils ont sept enfants dont Nicolas qui suit.
10. Nicolas de Peytes, seigneur de Montcabrier, rend hommage en 1582 au cardinal Georges d'Armagnac, archevêque de Toulouse et teste le 12 mars 1583. Il épouse en premières noces demoiselle de Pagèze de Saint-Lieux dont il n'a pas d'enfants et en secondes noces, Béatrix de Capriol, d'où quatre enfants dont Jean qui suit.
11. Jean de Peytes, baron de Montcabrier, page du duc de Joyeuse, gouverneur pour le roi en Languedoc en 1592, teste le 2 novembre 1604. Il épouse le 4 septembre 1600, Imberte Delguy (ou Del-Guy), dont il a Imbert et Michel-Pierre qui suit.
12. Michel-Pierre de Peytes de Montcabrier, écuyer, né en 1601, commandant d'une compagnie de cent hommes d'armes, par commission du 17 août 1625 du maréchal Pons de Lauzières-Thémines et de 1628 du prince de Condé Henri II de Bourbon-Condé, mort le 16 janvier 1634. Il épouse le 5 juin 1627 Isabeau d'Olivier, fille de Pierre d'Olivier, conseiller au parlement de Toulouse, et de Marie d'Izarny, d'où :
13. Pierre de Peytes, baron, seigneur de Montcabrier, né le 8 mars 1632, conseiller-secrétaire du roi, contrôleur général en la chancellerie de Toulouse le 25 septembre 1659, maintenu dans sa noblesse d'ancienne extraction par jugement de M. de Bezons du 26 mars 1670. Il épouse en premières noces par contrat du 10 janvier 1654, Marie de Valette, fille de noble Antoine et de Jeanne d'Aiguesplats ; en secondes noces, Jeanne de Villèle, morte le 3 décembre 1680 ; et en troisièmes noces, le 18 août 1699, Anne de Vianis (ou de Viannez). Il a sept enfants de son dernier mariage, dont François-Henry qui suit.
14. François-Henry de Peytes, né à Toulouse le 27 février 1708, syndic puis auditeur des comptes et deniers de Toulouse, assiste aux États-Généraux du Languedoc. Il épouse par contrat du 15 février 1737 Marie-Joséphine-Élisabeth de Babut de Nogaret, morte à Toulouse le 28 mars 1787, fille de noble Jean, seigneur de La Pointe-Fontouzy, ancien capitaine au régiment d'Angoumois, et d’Élisabeth de Roery, dont il a sept enfants dont Françoise-Eloïse de Peytes-Montcabrier, née le 29 mars 1743 à Toulouse (demoiselle de Saint-Cyr) et Joseph-Saturnin, qui suit.

### Filiation contemporaine
- 15. Joseph Saturnin de Peytes (1741-1819), contre-amiral. Il épouse à Toulouse le 23 avril 1765, Marie Joséphe Tannique de Saint-Lanne, dont il eut :
  - François Henri de Peytes de Montcabrier (1766-1833), contre-amiral. Il épouse Rosalie du Mas de Lamarche, dont :
    - Olympe Marine de Peytes de Montcabrier[a 4], marié le 1er mars 1813 à Antoine Louis François Amédée Mégret de Sérilly (officier de marine) → d'où descendance
    - Clotilde Rosalie de Peytes de Montcabrier[a 4], marié en 1814 à Anne François Victor Mégret de Sérilly (lieutenant-colonel d'artillerie), frère du précédent, sans postérité

  - Joseph Élisabeth Pierre de Peytes de Montcabrier[a 4], né à Toulouse le 3 juin 1771, reçu à l'École militaire de Sorèze le 23 septembre 1787 et sorti le 27 mars 1788, entré sous-lieutenant dans le régiment de Pont-à-Mousson[11], à 27 ans il est colonel d'artillerie au 4e corps de la Grande Armée commandée par le maréchal Soult[a 4]. En 1806, il est chef d'état-major de ce même corps, chevalier de l'ordre de la Légion d'honneur. Il est tué sous les murs de Lübeck le 6 novembre 1808[a 4],[2].
  - 16. Jean François Marie Auguste de Peytes de Montcabrier[a 4], né à Toulouse le 23 novembre 1773, lieutenant de vaisseau en 1788, émigré en 1793, fait les campagnes de l'armée des princes, quitte ce corps[12] pour remplir les fonctions de trésorier général des Invalides de la Marine jusqu'en 1825, chevalier de l'ordre royal et militaire de Saint-Louis, chevalier de l'ordre de la Légion d'honneur, mort à Montpellier le 2 mars 1827. Il épouse Henriette d'Esparbès de Lussan, dont :
    - Ernest de Peytes de Montcabrier[a 4], mort à Paris, sans postérité ;
    - 17. Paul Fortuné Marie Alexandre de Peytes de Montcabrier[a 4],[LH 1], marié à Rosario Ydiaquez de Grenade, fille du duc de Granada de Ega, grand d'Espagne de 1re classe[12], dont :
      - 18. Henri de Peytes de Montcabrier[a 4], officier de cavalerie, chevalier de l'ordre de la Légion d'honneur, marié à Marie d'Omezon, dont Paul et Jeanne.
      - Xavier de Peytes de Montcabrier[a 4], officier de cavalerie, chevalier de l'ordre de la Légion d'honneur, sans alliance.

    - Henri de Peytes de Montcabrier[13], marié à Pauline Strouïski (Praskovia Alexandrovna Strouïskaïa), petite-fille du poète russe  Nikolaï Strouïski (ru), dont deux filles mortes en bas âge, sans alliance ;
    - Élisabeth de Peytes de Montcabrier[a 4], mariée à Toulouse le 5 avril 1831[14] à Adolphe, baron de Neukirchen de Nyvenheim, né en 1798, officier de cavalerie aux grenadiers de la garde royale à cheval, démissionnaire en 1830, dont postérité.

  - Louise de Peytes de Montcabrier[a 4] mariée à Henry de Lacarry ;
  - 16. Jean Eloi Fortuné de Peytes de Montcabrier[a 4], né vers 1776, mort à Puylaurens le 7 avril 1818, épouse à Puylaurens en l'an IX Lucie Alexandrine Dominique de Bedos de Campan, née à Puylaurens le 2 novembre 1778, morte à Puylaurens le 16 octobre 1854, dont il a :
    - 17. Marie Philippe Alphonse de Peytes de Montcabrier[a 5], né le 14 octobre 1807, membre du conseil général du Tarn pendant de nombreuses années[b]. En 1831, il épouse Marie Guilhelmine Pauline Odolie de Raymond-Cahuzac, née vers 1814 et morte en 1868, dont :
      - Paul Fortuné Marie Alexandre de Peytes de Montcabrier[a 5], né à Toulouse le 20 avril 1834 et mort à Puylaurens le 7 décembre 1913, chef d'escadrons de cavalerie au 2e régiment de chasseurs d'Afrique, chevalier de l'ordre de la Légion d'honneur le 21 avril 1874 et promu officier le 7 juillet 1884[LH 2], titulaire de la médaille coloniale d'Algérie et de la médaille commémorative de la campagne de 1870-1871, sans alliance.
      - 18. Fortuné Marie Gabriel de Peytes de Montcabrier[a 5], né à 31/Villefranche le 26 septembre 1836 et mort le 9 novembre 1918, chef de section de télégraphie militaire en 1883, chevalier de l'ordre de la Légion d'honneur le 28 décembre 1883[LH 3], marié le 15 avril 1882 à Charlotte Delpuech de Comeiras, née en 1855 et morte en 1928, veuve de Gaston de Peytes de Montcabrier, dont :
        - Guy Marie Augustin Alphonse de Peytes de Montcabrier[a 5], né à Toulouse le 4 septembre 1883 et mort à Paris 16e le 11 octobre 1975, entré second au concours 1904 de l’École spéciale militaire (ESM)[16], sous-lieutenant le 1er octobre 1906, lieutenant le 1er octobre 1908, capitaine le 4 octobre 1916, chef de bataillons le 20 décembre 1925 et lieutenant-colonel le 25 juin 1936, colonel d'aviation, chevalier de l'ordre de la Légion d'honneur le 22 décembre 1916, promu officier le 10 juillet 1920 et commandeur le 1er mars 1939, 300 heures de vol, trois victoires aériennes, six citations[LH 4] ;
        - Paul Marie Fernand Jacques de Peytes de Montcabrier[a 5], né à Royan le 19 août 1885, élève à l’École militaire de Sorèze de 1899 à 1903[17]. Il entre ensuite au collège Stanislas puis à l’École de Saint-Cyr le 1er octobre 1905. Il en sort en 1907 avec l'appréciation « Élève doué d'une intelligence très vive, d'une initiative hardie et intelligente, d'un coup d’œil rapide et d'un sang-froid imperturbable, sait prendre vite une décision qu'il exécute avec une volonté inébranlable, est digne qu'on lui confie sans crainte la mission la plus difficile dans les circonstances les plus pénibles. ». Il est versé peu après sa sortie dans l'arme de l'Artillerie. Capitaine pour faits de guerre le 28 septembre 1914, au 20e régiment d'artillerie, cité à l'ordre du jour de l'Armée le 15 novembre 1914, mort au champ d'honneur le 2 décembre 1914 à Passchendaele (Belgique) durant la première bataille d'Ypres, croix de guerre, cité à l'ordre du jour de l'Armée le 9 décembre 1914[18],[19],[20],[21],[22].
        - Gérard Marie Valentine Odolée de Peytes de Montcabrier[a 5] (° 32/Auch 03.11.1890, élève à l’École militaire de Sorèze de 1903 à 1908[17], maréchal des logis pilote, mort au champ d'honneur à Saconin (Aisne) le 22 juillet 1917), tué à la suite d'une vrille consécutive à une perte de vitesse au décollage du terrain de Saconin, croix de guerre, deux citations (à l'armée et au régiment)[23],[24],[22]

      - Fernand de Peytes de Montcabrier[a 5], né le 1er juillet 1841 et mort le 26 avril 1902, procureur de la république, magistrat démissionnaire à l'époque des décrets, marié à Louise Vidal :
      - Marie de Peytes de Montcabrier[a 5], sans alliance
      - Charles Marie Henri de Peytes de Montcabrier[a 5], né à Puylaurens le 23 mars 1850, officier de cavalerie, chevalier de l'ordre de la Légion d'honneur[LH 5], marié à Béziers à Marthe Labor, dont Charles, mort âgé de dix ans[25].

    - 17. Marguerite Louis Gustave de Peytes de Montcabrier[a 5], né le 6 septembre 1810 et mort le 22 janvier 1867, diplômé de l’École militaire royale de Saint-Cyr, démissionnaire en 1830, créé comte romain le 12 janvier 1867 et commandeur de l'ordre de Pie IX le 21 mai 1870, pour services rendus au Saint-Siège, marié le 28 août 1840 à Alexandrine Jeanne Louise de Possac-Génas, fille de Maurice et de demoiselle de Béringuier, dont :
      - Lucie Valentine de Peytes de Montcabrier[a 5], née le 16 juillet 1842, mariée le 22 janvier 1861 au baron Jean Marie Louis Léonce Hoquétis, né à 09/Mazières en 1831, dont postérité.
      - Albert Pierre Alexandre de Peytes de Montcabrier[a 5] est né à Réalmont (Tarn)le 3 janvier 1844 et mort le 4 novembre 1932. Carrière militaire au sein des zouaves pontificaux au service du pape Pie IX[12] : engagé volontaire le 21 avril 1863, lieutenant le 15 octobre 1870, capitaine le 21 janvier 1871. Le 1er février 1871, il fait fonction d’adjudant-major au dépôt ; par ordre du général, commandant la 16e division militaire, en date du 11 juillet 1871, il est désigné pour remplir les fonctions d’adjudant de la garnison de Rennes. Il participe au combat de Brou, à la bataille de Loigny le 2 décembre 1870, à la bataille de Josnes, à la bataille de Cravant. Officier d’ordonnance du colonel Sautereau, commandant la 2e brigade de la 3e division du 17e corps[26]. Chevalier de l'Ordre national de la Légion d'honneur le 22 août 1871[LH 6] et de l'ordre de Pie IX, il se marie le 26 mai 1872 à Laurence de Belloc de Champorant, d'où sept enfants, dont :
        - Gustave de Peytes de Montcabrier (1878-1958), il épouse le 19 janvier 1911, sa cousine germaine Marie Thérèse de Belloc de Chamborant (née en 1883, morte à Toulon le 4 avril 1959).
          - Marie Louise Laurence Germaine de Peytes de Montcabrier. Elle épouse à Alger (Algérie) le 25 avril 1934, Pierre Paul Roger, de Thoisy, ancien élève de l'École polytechnique (promotion 1919). Il sera ingénieur en chef honoraire de la SNCF, directeur honoraire des chemins de fer d'Algérie, chevalier de l'ordre national de la Légion d'honneur, croix de guerre 14-18.
          - Christiane de Peytes de Montcabrier
          - Louise Odile de Peytes de Montcabrier
          - Henry de Peytes de Montcabrier (mort au champ d'honneur)

      - Pons Gaston Jules de Peytes de Montcabrier[a 5], né le 10 avril 1845, mort le 15 octobre 1877, sergent aux zouaves pontificaux au service du pape Pie IX[12], lieutenant de mobiles du Tarn en 1870, marié le 2 février 1876 à Charlotte de Puech de Comeiras d'où Madeleine, née en 187, mariée en 1921 à Samuel Meaudre, général de cavalerie, officier de l'ordre de la Légion d'honneur, né le 18 novembre 1871.

    - Mathilde de Peytes de Montcabrier[a 4], née en 1804, morte le 24 mai 1859, épouse en 1828 Albert Étienne François de Mieulet de Ricaumont, né en 1770 et mort en 1859, dont postérité.
    - Louise Théonie de Peytes de Montcabrier[a 5], née à Lacabarède le 15 mars 1814 et morte à Montauban le 5 mars 1891, mariée à Puylaurens le 26 novembre 1832 à Henri Gustave de Beauquesne, né à Asques le 12 janvier 1807 et mort à Merles le 29 janvier 1889 dont postérité.

## Personnalités
- Joseph Saturnin de Peytes (1741-1819), contre-amiral
- François Henri de Peytes de Montcabrier (1766-1833), contre-amiral
- Gustave de Peytes de Montcabrier (1878-1958), contre-amiral

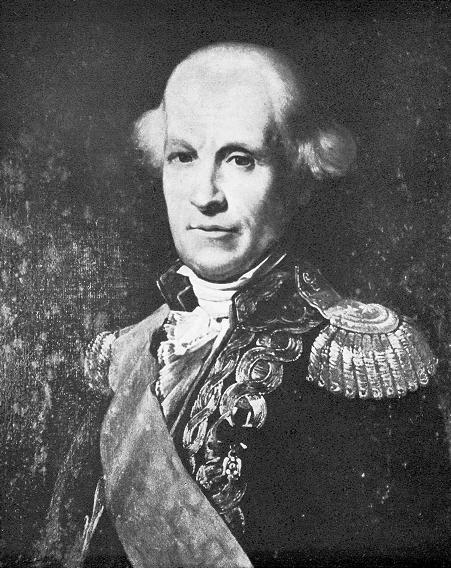
Joseph Saturnin de Peytes
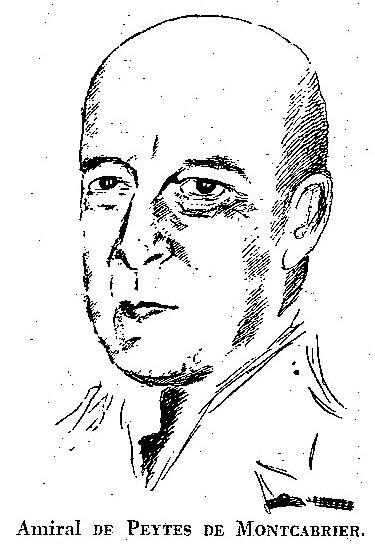
Gustave de Peytes de Montcabrier
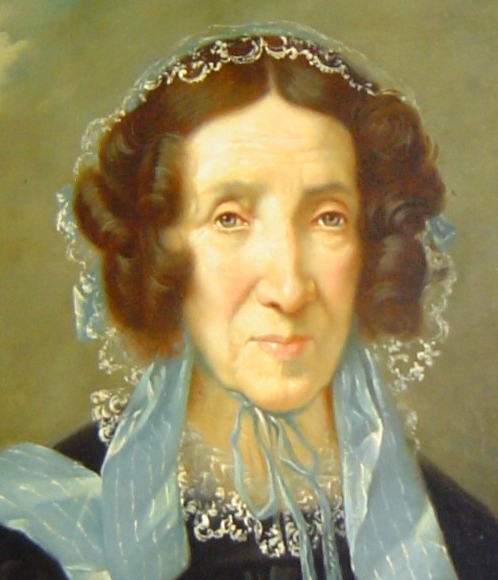
Louise Théonie de Peytes de Montcabrier
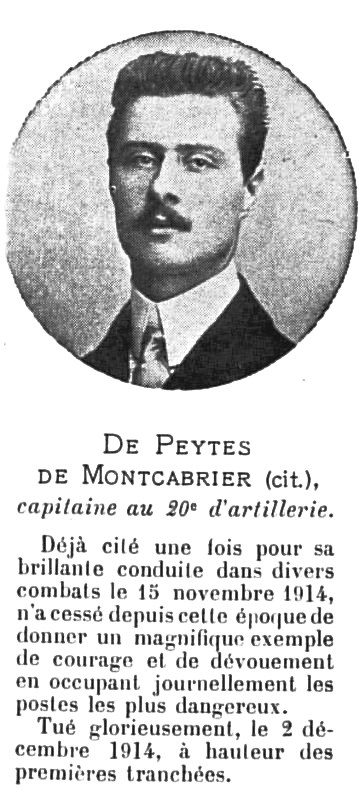
Jacques de Peytes de Montcabrier, extrait du « Tableau d'honneur », paru dans le journal L'Illustration du 24 avril 1915

## Armes et devise
Armes :
- Écartelé : aux 1 et 4, d'azur à 3 fasces d'or à 2 croisettes d'argent en pointe (qui est de Peytes) ; aux 2 et 3, de gueules à la montagne d'argent chargée d'un créquier de même, surmontée d'une chèvre passant aussi d'argent, au chef d'azur à 3 fleurs de lys d'or (qui est de Montcabrier)[a 4] ;
- ou : D'azur à trois fasces d'or, et en pointe deux croisettes d'argent (qui est de de Peytes) ; écartelé de gueules, à un mont d'argent sommé d'un arbre sans feuilles, ou créquier, surmonté d'une chèvre passante d'argent, au chef cousu d'azur, chargé de trois fleurs de lys d'or (qui est de Montcabrier)[7] ;
- ou : Écartelé au premier et quatrième d'azur, à trois fasces d'or, accompagnées en pointe de deux croisettes d'argent (qui est de Peytes) ; au deuxième et troisième, de gueules à la montagne d'argent, sommée d'un arbre à sept branches du même ; surmonté d'une chèvre aussi d'argent, au chef d'azur chargé de trois fleurs de lys d'or (qui est de Montcabrier)[12] ;
- ou : Écartelé : aux 1 et 4, d'azur à trois fasces d'or, accompagnées en pointe de deux croisettes d'argent (qui est de Peytes) ; aux 2 et 3, de gueules à la montagne d'argent, sommée d'un arbre à sept branches du môme, surmontée d'une chèvre aussi d'argent, au chef d'azur, chargé de trois fleurs de lis d'or (qui est de Montcabrier)
- Cimier : un heaume de chevalier, orné de ses lambrequins aux émaux et couleurs de l'écu[3]
- Supports : un griffon et un lion[a 4]

Devise :
- Pro fide pugnavi et vici[a 4],[3]

## Pour approfondir